# امب، پاکستان
امب، پاکستان (به انگلیسی: Amb, Pakistan) یک منطقهٔ مسکونی در پاکستان است.

## خصوصیات
امب ۳۹۵ متر بالاتر از سطح دریا واقع شده‌است.